# Dicallaneura semirufa
Dicallaneura semirufa is een vlindersoort uit de familie van de prachtvlinders (Riodinidae), onderfamilie Nemeobiinae.
Dicallaneura semirufa werd in 1894 beschreven door Henley Grose-Smith.